# Touche de verrouillage des majuscules
« Caps lock » redirige ici. Pour les autres significations, voir Caps lock (homonymie).

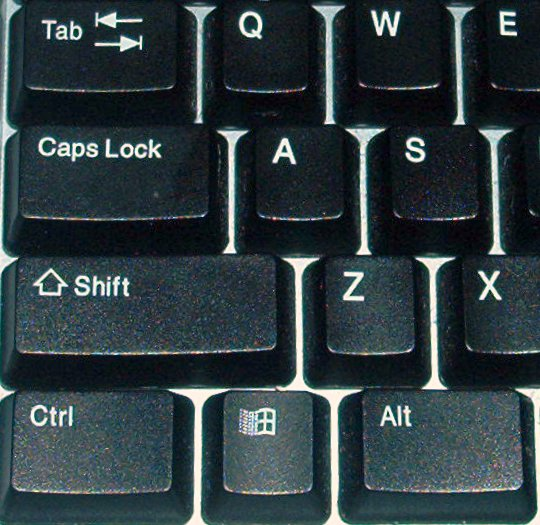
Touche Caps lock sur un clavier dit compatible Microsoft Windows.

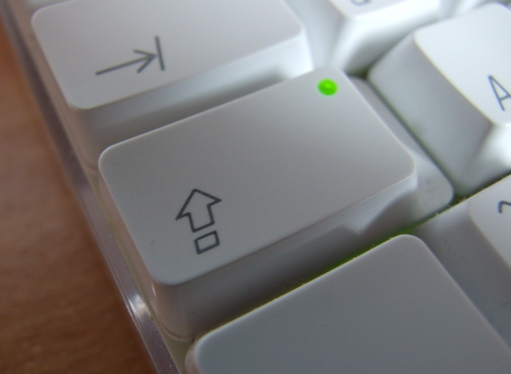
Touche Caps Lock dotée d’une DEL discrète sur un clavier Apple.

La touche de verrouillage des majuscules souvent notée Caps Lock, ou Verr Maj sur les claviers français, est une touche modificatrice dont le comportement est similaire à maintenir la touche Maj active sur les claviers d’ordinateur et les machines à écrire.
Elle est située au-dessus de la touche Maj gauche sur la plupart des claviers. Elle est symbolisée d’une flèche vers le haut dont la queue est coupée, ou d’un cadenas, parfois accolé d’un A majuscule encadré. Elle facilite la saisie de longues chaînes de caractères situés sur les couches Maj et AltGr + Maj de la disposition de clavier utilisée.

## Utilisation

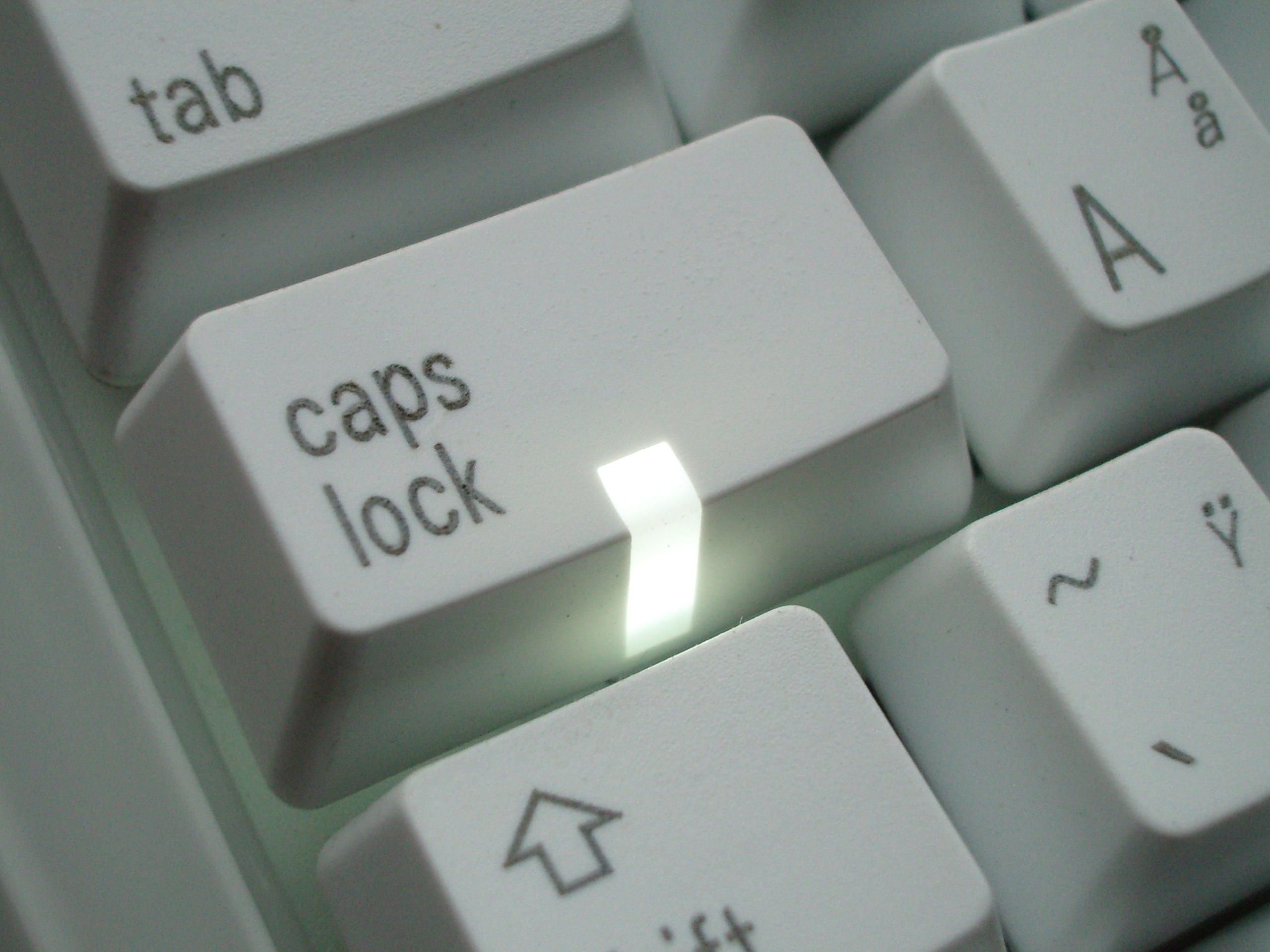
Touche Caps Lock, avec une DEL traditionnelle indiquant son état

Une fois le verrouillage majuscule activé, les caractères normalement en Maj + touche sont en accès direct, et les accès AltGr + Maj + touche se font en AltGr + touche. Le déverrouillage se fait en appuyant à nouveau sur la touche Verr Maj, ou en appuyant une fois sur la touche Maj, selon la configuration du clavier. Le clavier ou la touche elle-même dispose d’un voyant lumineux rappelant l’état du verrouillage.
L’effet de la touche de verrouillage des majuscules varie selon la disposition de clavier utilisée, qui peut elle-même varier en fonction du système d'exploitation employé.
Par exemple, avec un clavier AZERTY français sur Mac OS ou Linux, taper « à » avec le verrouillage activé donne « À » (idem pour « ç », « ù », « é » et « è »). Tandis que sur Windows, on obtient le chiffre « 0 » (respectivement « 9 », « % », « 2 » et « 7 »). D'autre part, toujours avec Windows, la touche virgule « , » avec le verrouillage donne un point d'interrogation « ? » augmenté selon les paramètres locaux d'une espace insécable. Il est ainsi très difficile dans cette dernière configuration, de taper une phrase telle que « HIER, LES GARÇONS SONT ALLÉS À LA MER » en utilisant Verr Maj (ce qui donnerait « HIER? LES GAR9ONS SONT ALL2S 0 LA MER »). Sur Mac OS, on obtient « HIER, LES GARÇONS SONT ALLÉS À LA MER » ou « HIER, LES GAR9ONS SONT ALL2S 0 LA MER » selon que l’on choisit le clavier « Français » ou « Français numérique », ce dernier étant recommandé pour faciliter l'utilisation des chiffres sur les ordinateurs portables.
Sur un ordinateur avec Windows, il est possible de modifier le comportement de cette touche dans les services de texte et de langues. La première possibilité est d'utiliser la touche Verr Maj pour activer ou désactiver les majuscules, et l'autre est d'utiliser la touche Verr Maj pour activer les majuscules et d'utiliser la touche Maj pour désactiver les majuscules.

## Suppression ou remplacement
L’utilité de cette touche à cet emplacement très accessible est discutée. Plusieurs sites Web militent contre cette touche ou réclament son déplacement vers un autre endroit du clavier, par exemple à côté des touches Arrêt défil et Imp écran.
Certaines dispositions de clavier, qui cherchent à optimiser l’utilité du peu de touches disponibles sur un clavier, s’affranchissent de cette touche. C’est notamment le cas de la disposition QWERTZ allemande et de la disposition Colemak anglaise.